# Contea di Xunyang
La contea di Xunyang (旬阳县S, Xúnyáng XiànP) è una contea della Cina, situata nella provincia dello Shaanxi e amministrata dalla prefettura di Ankang.